# Jaroslava Muchova

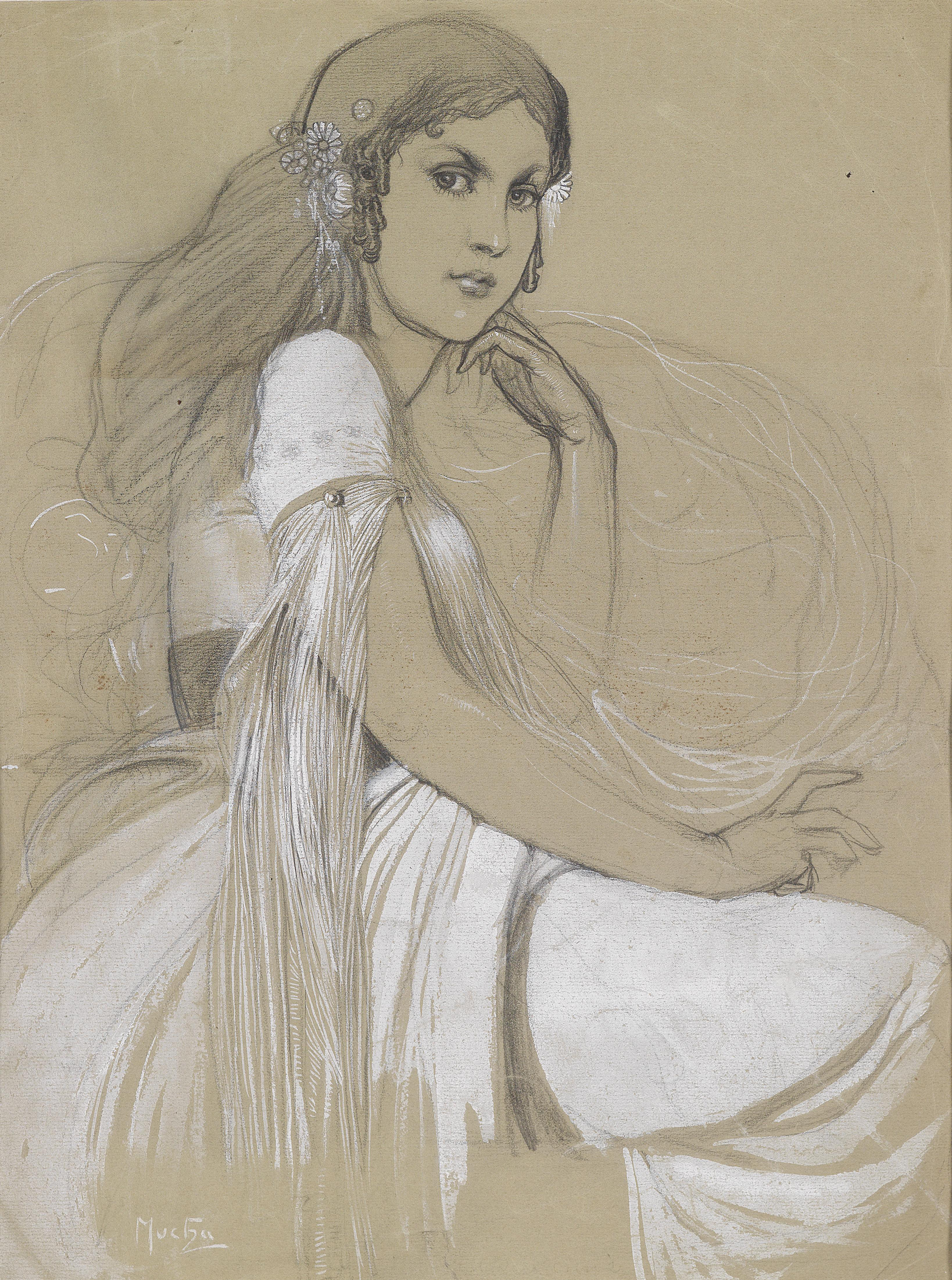
Alfons Mucha vázlata leányáról, 1920-as évek

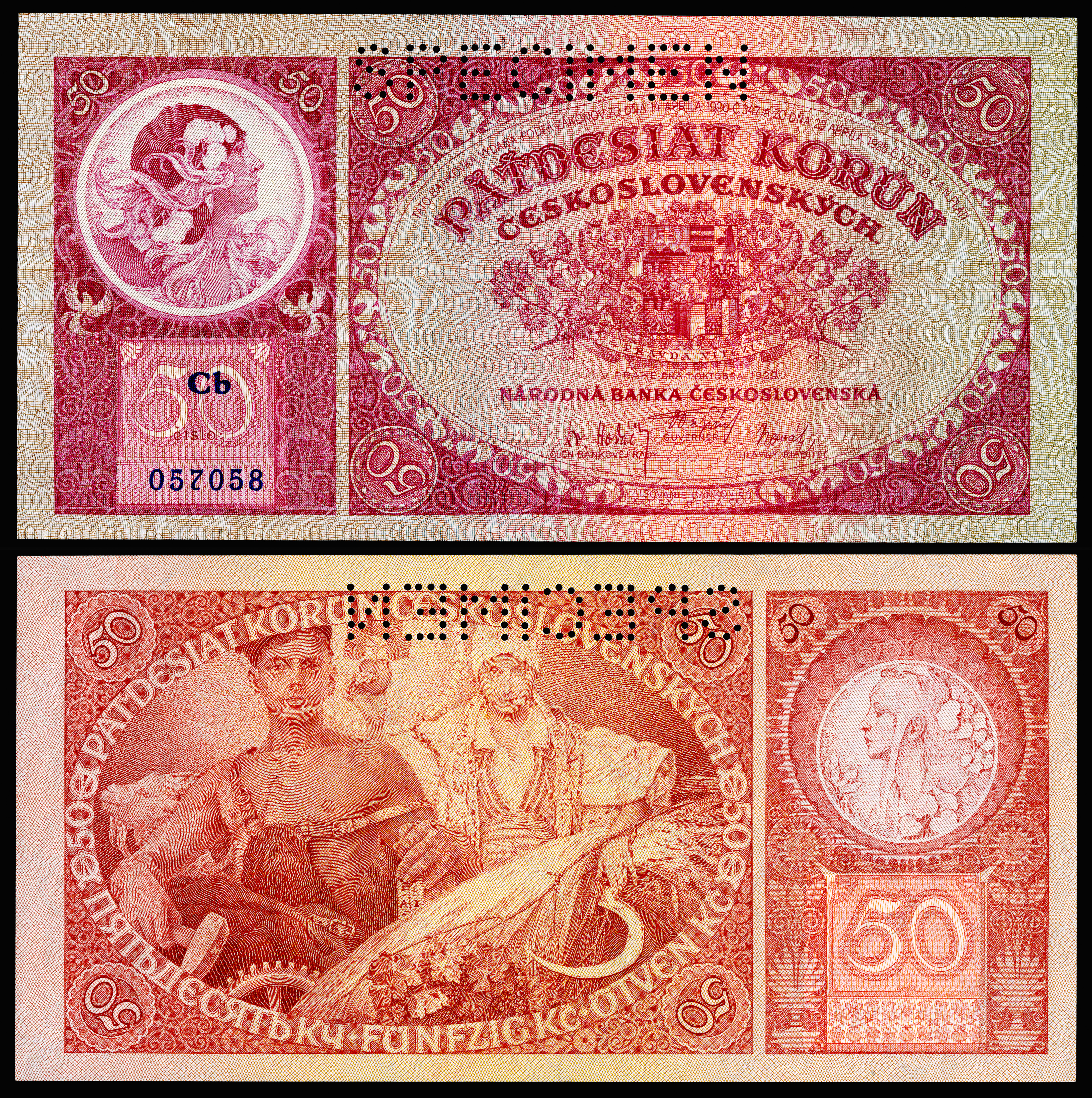
Az 1929-es 50 koronás csehszlovák bankjegy

Jaroslava Muchová Syllabová (New York, Amerikai Egyesült Államok, 1909. március 15. – Prága, 1986. november 9.) cseh festő, Alfons Mucha festő lánya, Jiří Mucha író, fordító testvére.

## Életpályája
Jaroslava Muchová az Amerikai Egyesült Államokban, New Yorkban született 1909. március 15-én. Szülei ekkor azért tartózkodtak az Egyesült Államokban, mert apja anyagi támogatást gyűjtött Szláv eposz (csehül: Slovanská epopej) című sorozatának költségeihez.
Jaroslava gyermekkorában balettezni tanult. Később festőként és asszisztensként közreműködött apja Szláv eposzának megalkotásában. Modellt is ült az eposz egyes nőalakjaihoz. A sorozat fagy- és vízkárokat szenvedett, amikor a második világháború alatt a nácik elől mentették. Jarosalava Muchova a világháború után közreműködött e művek restaurálásában.
1986. november 9-én hunyt el Prágában.